# ベルグラーノ (ブエノスアイレス)
ベルグラーノ(Belgrano)は、アルゼンチンの首都ブエノスアイレス特別区の北部にある地区（バリオ）である。コムーナ13に属しており、2001年の国勢調査による人口は138,942人である。上位中産階級の住民が多い。
南東にはパレルモ地区が、北西にはヌニェス地区が、南西にはコグラン地区、ビジャ・ウルキーサ地区、ビジャ・オルトゥサル地区、コレヒアレス地区がある。

## 歴史
地区の名称はアルゼンチンの国旗を制定したことで知られる政治家で軍人のマヌエル・ベルグラーノに由来している。1820年にベルグラーノが死去すると、ブエノスアイレス州議会は次に設置される町の名称をベルグラーノとする法律を導入した。1855年、ブエノスアイレス州政府はフアン・マヌエル・デ・ロサスの土地を収用し、その土地の一部にベルグラーノが建設された。州政府はロサスの親族が異議を唱えることを心配したが、ベルグラーノの町は急成長を遂げ、その後まもなく市制を宣言した。1880年にはブエノスアイレス特別区の地位をめぐって政府とブエノスアイレス州の間で議論が行なわれ、数週間だけベルグラーノがアルゼンチンの首都となった。ブエノスアイレスをアルゼンチンの連邦首都と宣言する法律はベルグラーノで発せられている。1887年、特別区はベルグラーノとフローレスを併合して拡大した。BelgranodeutschまたはBelgrano-Deutschとは、ブエノスアイレスの特にベルグラーノ地区で話されるドイツ語とスペイン語の混合語である。

## 地理

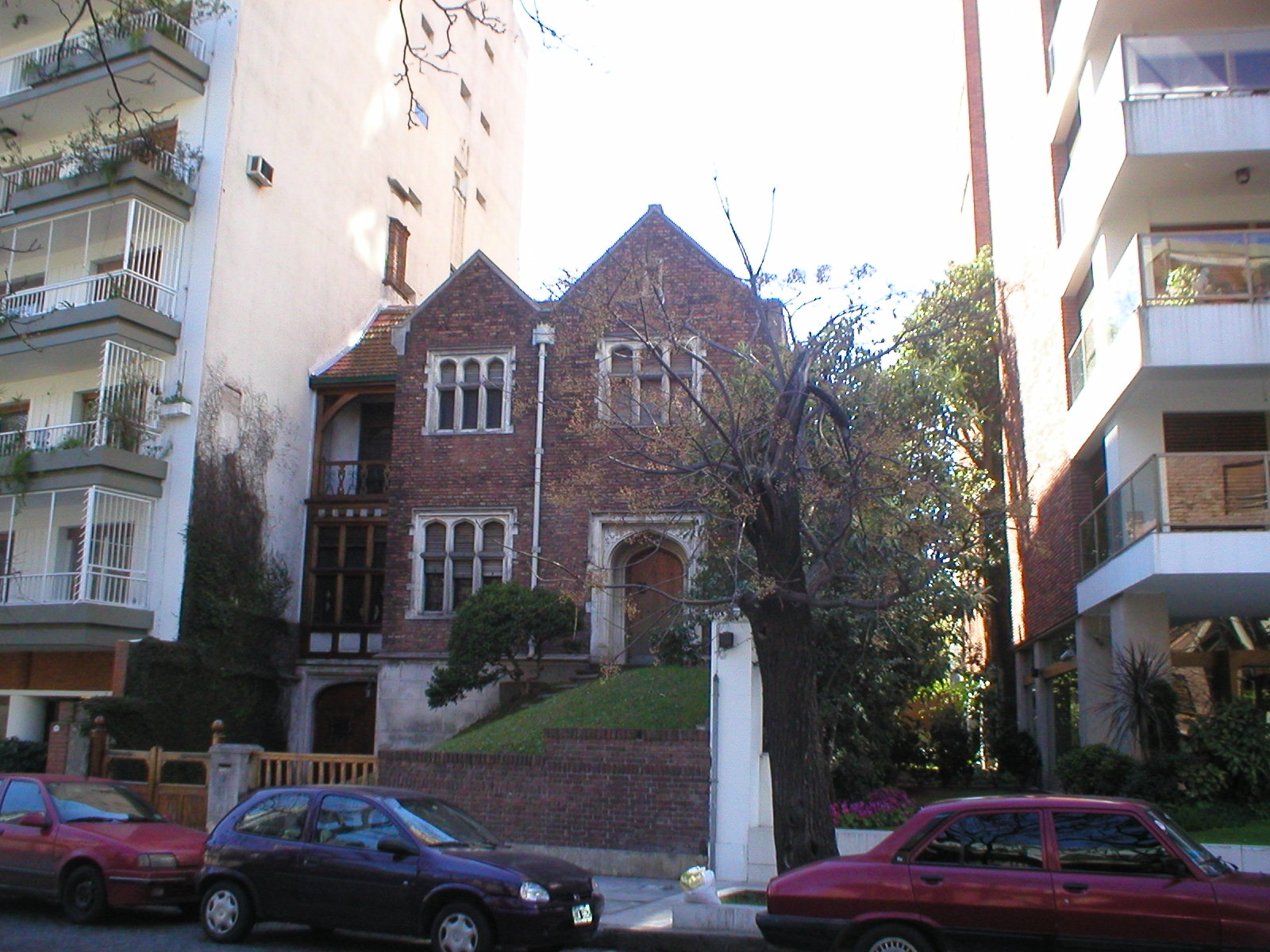
人口過密地区にある古い一軒家（中央）は高層アパート（左右）に変わりつつある

ベルグラーノは上位中産階級の地区であり、大まかにベルグラーノR、ベルグラーノC、中ベルグラーノ、下ベルグラーノに分割することができる。地区の心臓部は主要道路のカビルド通りであり、北西から南東にかけて走る通りに沿ってブエノスアイレス地下鉄D線が運行されている。
カビルド通りは自動車の往来が激しいが、交差点のカフェ、食料雑貨店、映画館、専門店、ブティック、書店、その他の小売店などで賑わっている。ブエノスアイレスの他地区からの来訪者も多いが、地区の住民は特に週末の午後に多い。地区内でもっとも住宅が密集しているのはカビルド通り付近である。地区内の高級高層アパートは、リベラル・アーツの課程を持つ私立のベルグラーノ大学そばの緑豊かな通り周辺に集まっている。地区内にある古い一戸建て住宅は高層住宅への置き換えが進んでいる。ベルグラーノ地区内の歩道は犬の散歩をする住民が多くみられる。市は条例で1人あたり10匹以上の犬を飼うことを禁じているが、その2倍以上の犬を飼っている住民を見るのは珍しいことではなく、多くの歩道が犬の排泄物問題に悩まされている。
クラメル通りの西にあるベルグラーノRは低密度の住宅地(Residence)であり、静かな並木通りが特徴である。この地区の建物の大半はアングロサクソンの建築様式に従った一戸建て住宅であり、距離を置いて建てられている。スイミングプールのある広大な裏庭を持つ家もある。この地区は裕福なアルゼンチン人や母国を離れたビジネスマンに好まれている。ベルグラーノCには小規模なチャイナタウン(Chinatown)がある。この地区はレストランや専門食料品店で賑わっており、アジア系アルゼンチン人やその他の一般市民を対象に宅配サービスなどを行なっている。

## 交通
カビルド通り、リベルタドール通り、ルイス・マリア・カンポス通り、クラメル通り、リカルド・バルビン通り（かつてはテハール通り）、フィゲロア・アルコルタ通りは北西から南東方向に走っている。フェデリコ・ラクローセ通り、フラメント通り、モンロー通り、コングレッソ通りは北東から南西方向に走っている。
ベルグラーノ地区ではブエノスアイレス地下鉄D線が、多くのバス路線（特に乗合60）が、ふたつの通勤鉄道路線が運行されている。地区の西約1.5kmには高速道路であるヘネラル・パス通りが走っており、ヘネラル・パス通りはかなりの区間で特別区とブエノスアイレス州を隔てている。この通りを超えるとブエノスアイレス州のビセンテ・ロペス、フロリダ、オリーボスなどがある。

## 名所

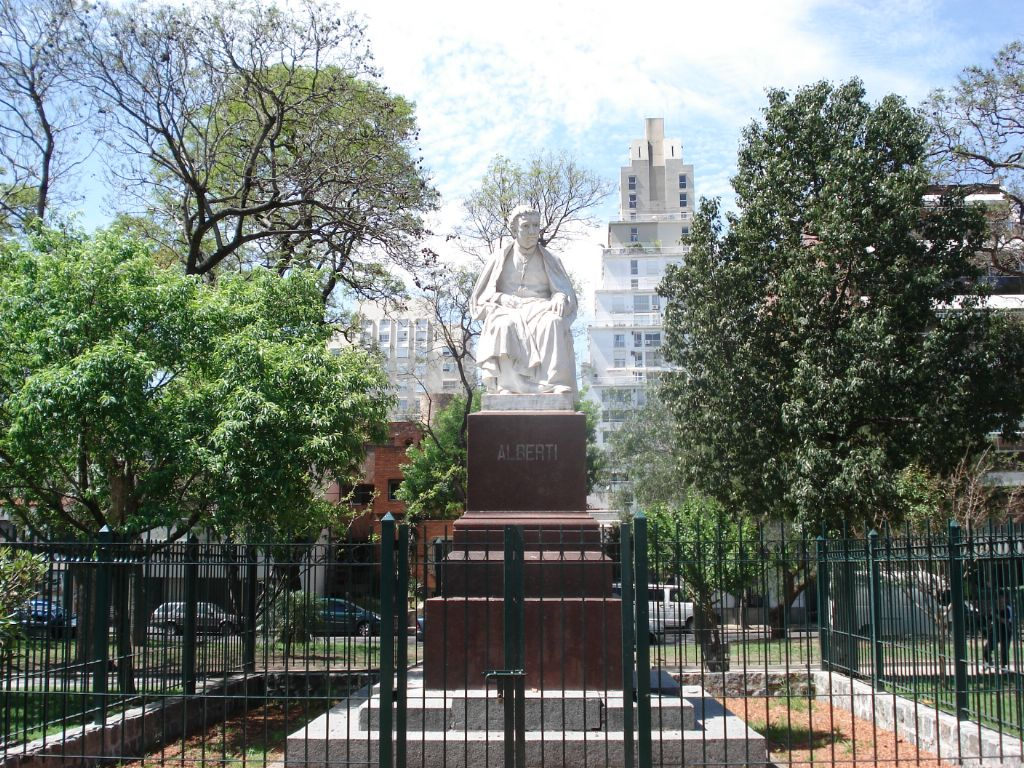
アルベルティ広場

緑豊かなバランカス・デ・ベルグラーノ公園はフランス系アルゼンチン人の著名なランドスケープアーキテクトであるカルロス・タイスによって設計された。タイスはブエノスアイレスの多くの公共スペースの設計を手掛けている。バランカス・デ・ベルグラーノ区域はベルグラーノ大学の何ブロックか北にあり、いくつかのブロックにまたがって上位中産階級向けの高級アパートがそびえている。マヌエル・ベルグラーノ広場では定期的に地元の職人市が開催され、週末には特に活気がある。広場の中心にはマヌエル・ベルグラーノの小さな胸像が設置されている。広場の端にはインマクラーダ・コンセプシオン教会があり、その円形の形状から地元住民に「ラ・レドンダ」（円）と呼ばれている。この教会では午後の時間帯に多くの結婚式が執り行われている。
フラメント通りとクーバ通りを越えると、ラレータ博物館とサルミエント歴史博物館と言うふたつの博物館がある。ラレータ博物館はスペインの美術品に焦点を当てており、1882年に建築家エルネスト・ブンヘによって設計された作家エンリケ・ラレータの旧私邸が使用されている。ラレータ博物館は良好に保たれたアンダルシア風庭園も備えている。サルミエント歴史博物館はドミンゴ・ファウスティーノ・サルミエント元大統領とニコラス・アベジャネーダ元大統領に関する物品を展示している。この博物館はかつてベルグラーノ市庁舎だった建物を使用しており、ベルグラーノがアルゼンチン共和国の首都だった際には国会が開催された。
2ブロック先の下ベルグラーノにはエスタディオ・デ・エクスクルシオニスタスがある。近隣のヌニェス地区はCAリーベル・プレートが本拠地を置いていることで広く知られているが、そのホームスタジアムであるエル・モヌメンタルはヌニェス地区ではなくベルグラーノ地区にある。

## ギャラリー

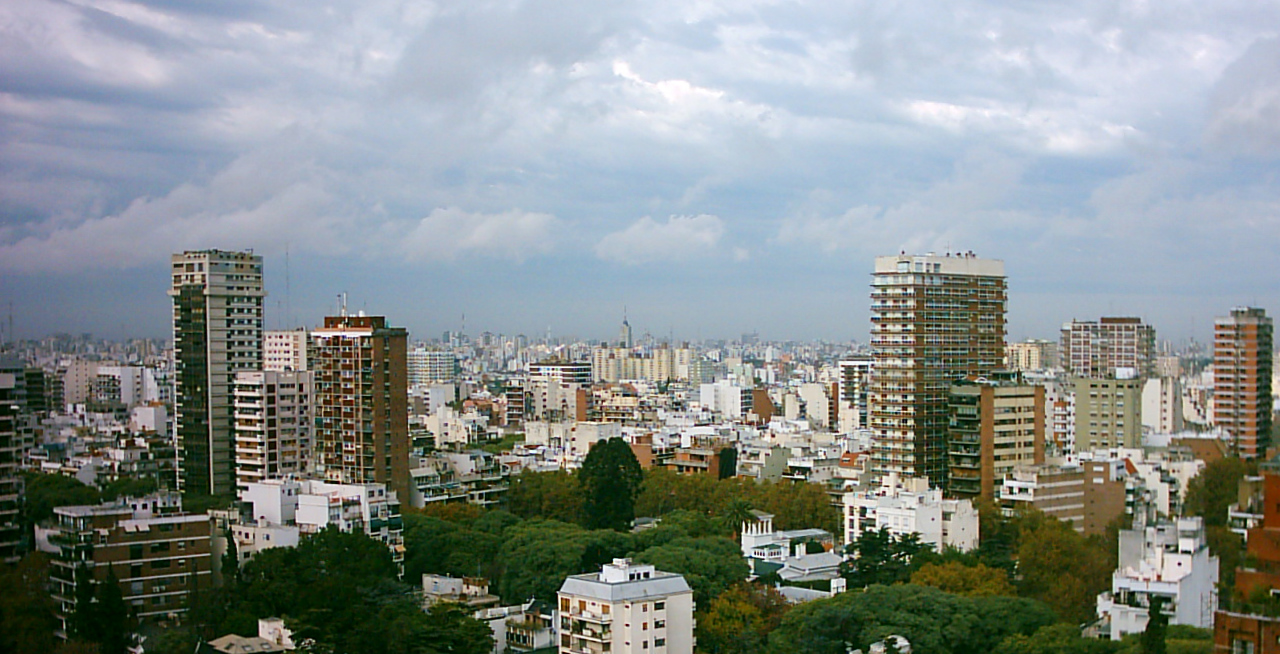
ベルグラーノのパノラマビュー

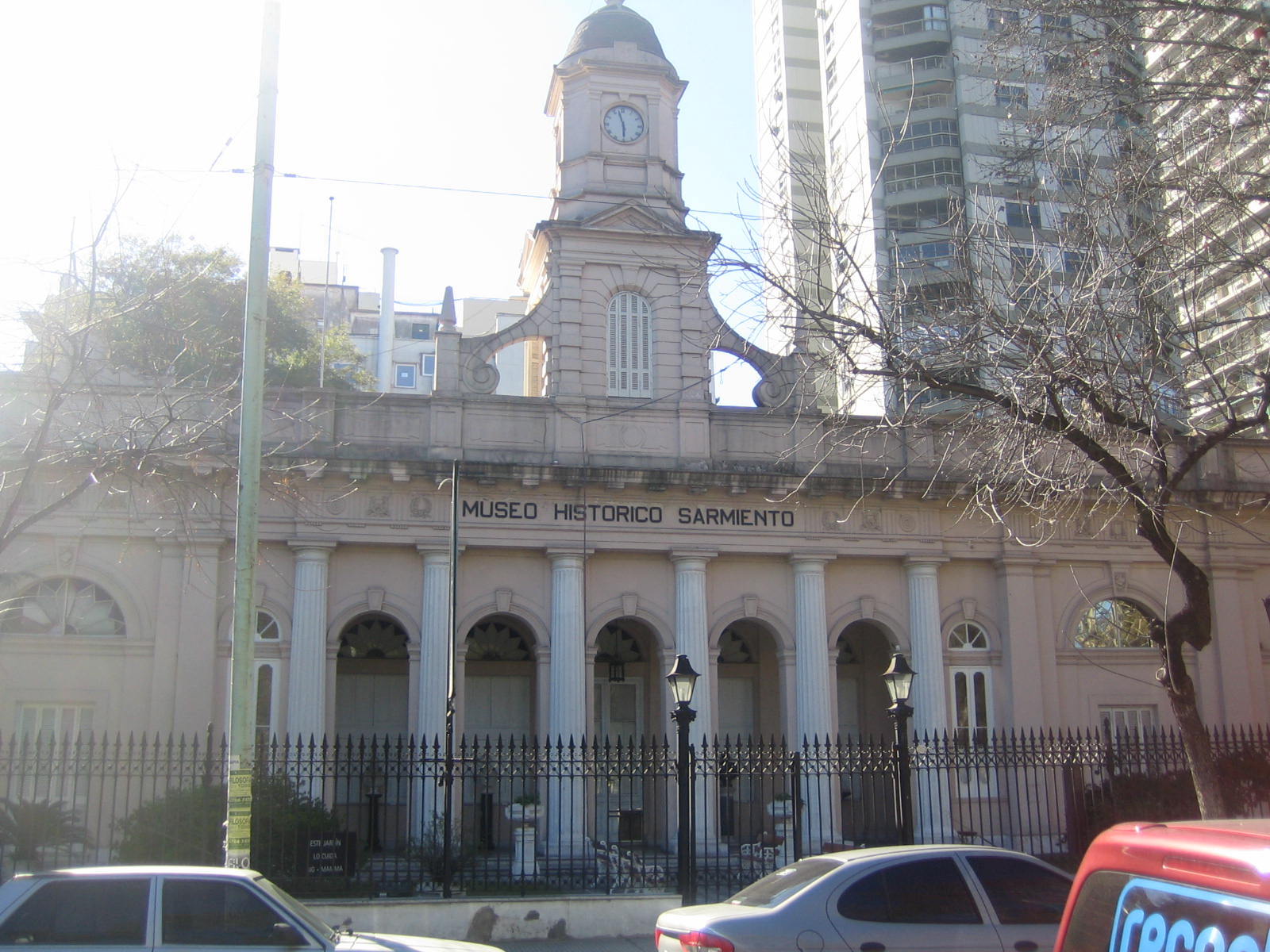
ドミンゴ・サルミエント歴史博物館
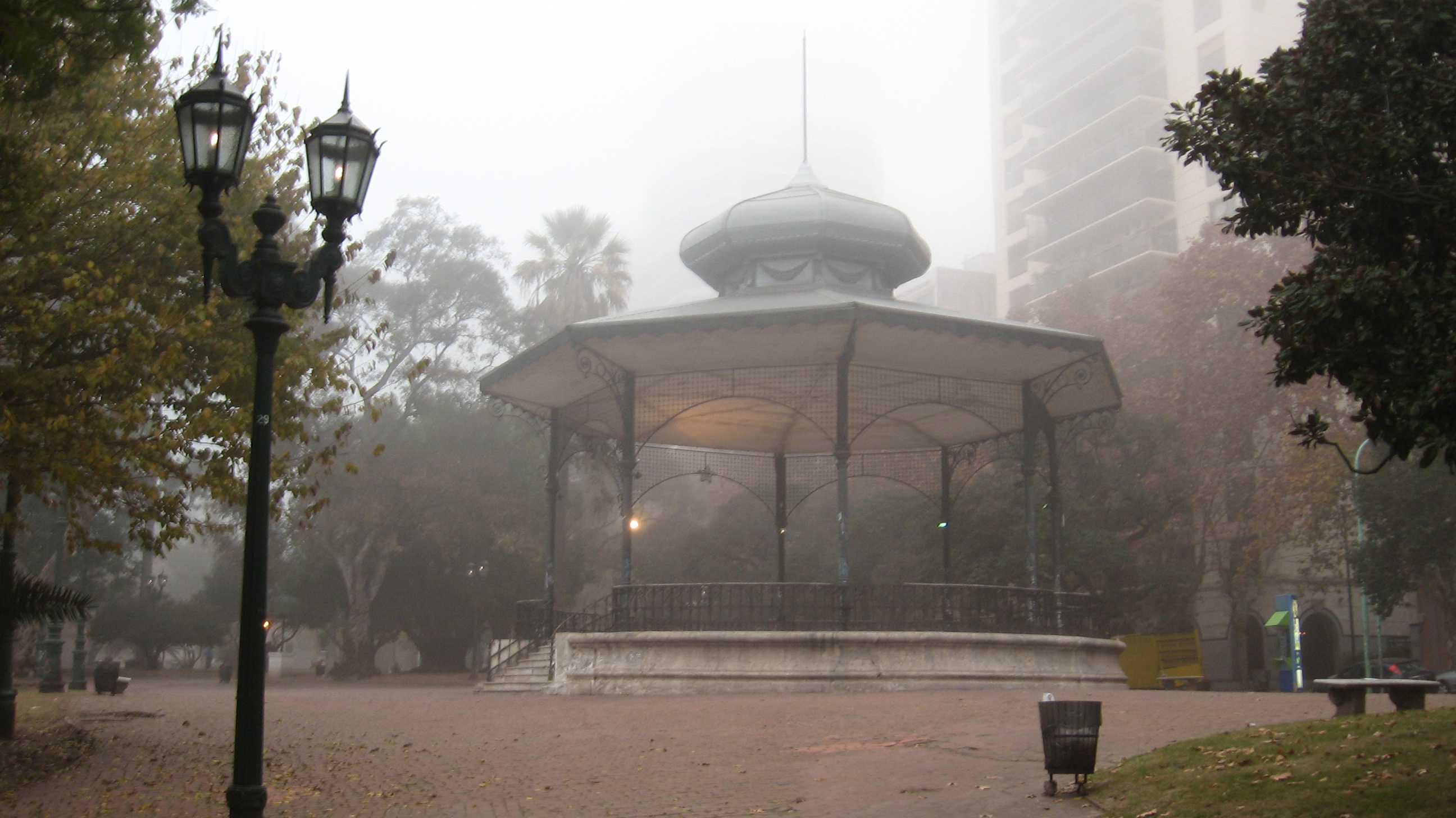
バランカス公園の東屋
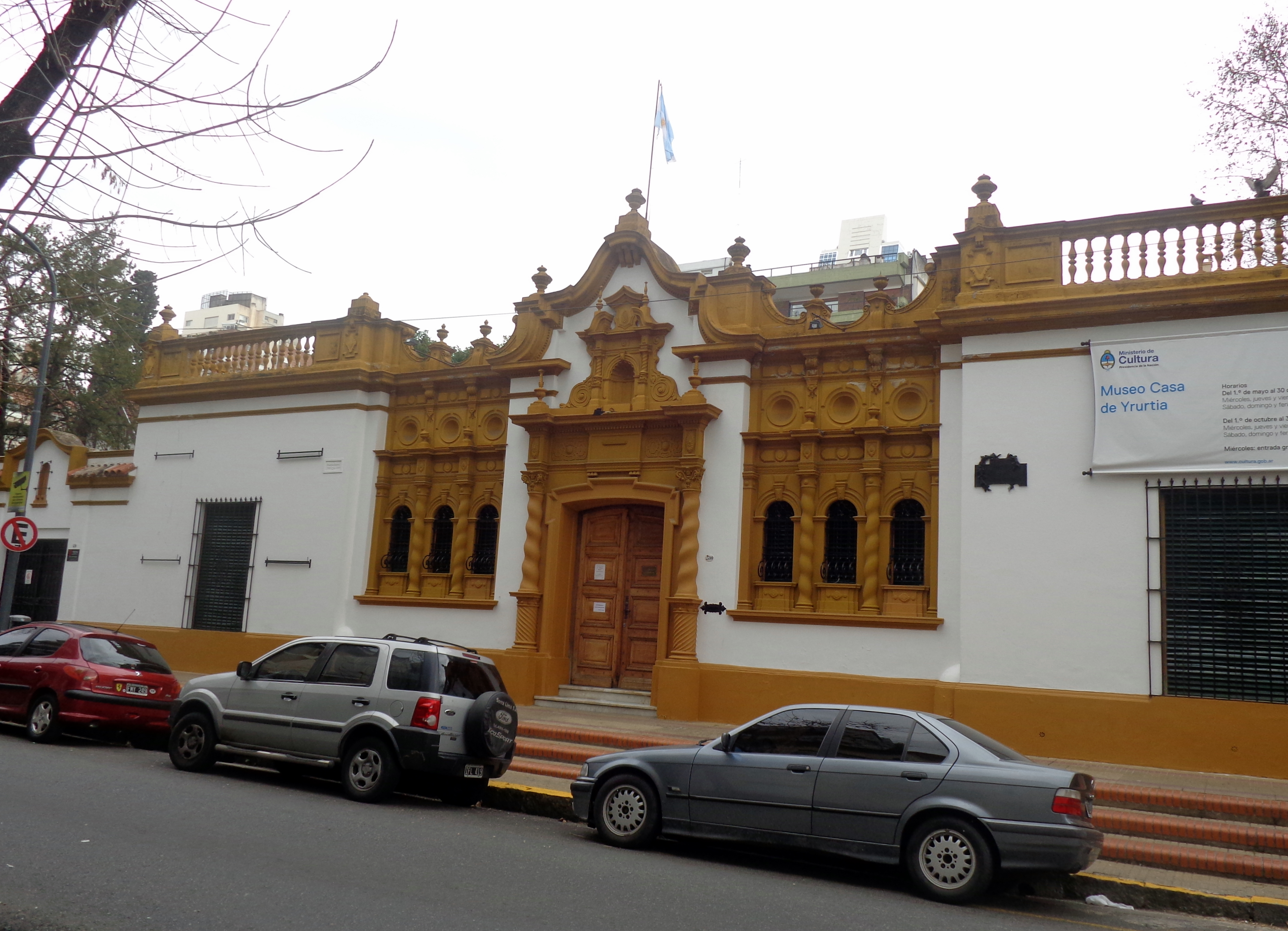
ロヘリオ・イルルティア博物館
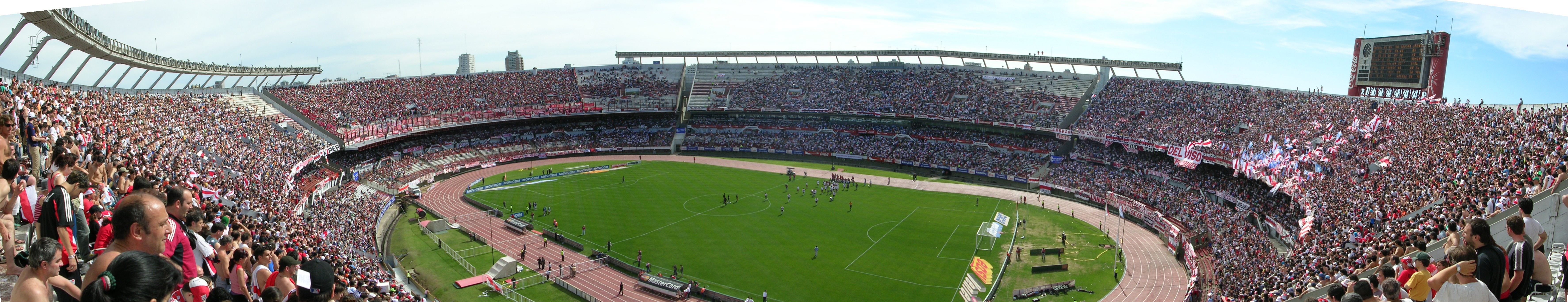
エスタディオ・エル・モヌメンタル
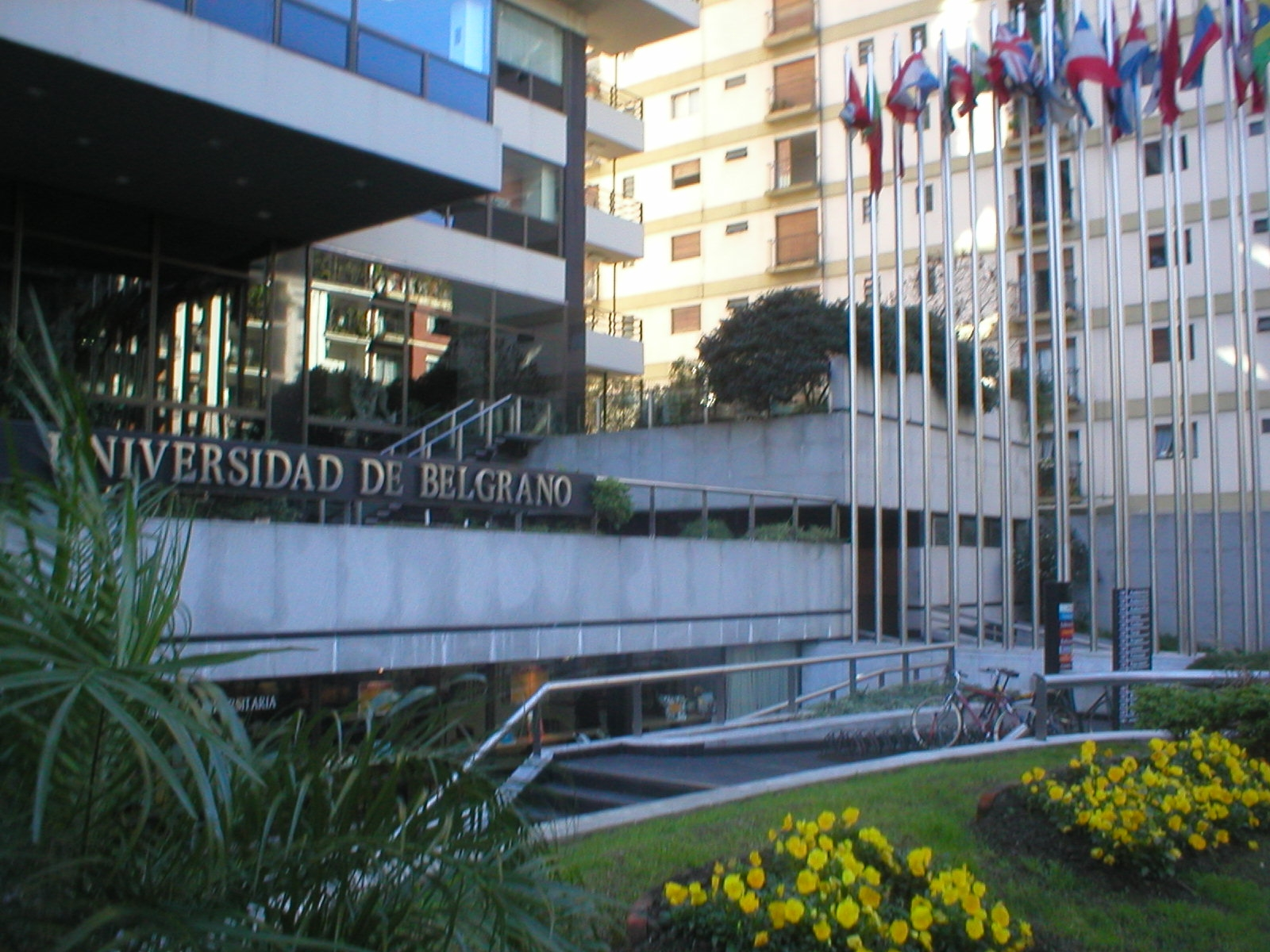
ベルグラーノ大学

座標: 南緯34度33分45秒 西経58度27分30秒 / 南緯34.56250度 西経58.45833度